# Otto Kemp
Otto Kemp (10. november 1845 i København – 27. januar 1905 i København) var en dansk skibskonstruktør og ingeniør. Han grundlagde Kemp & Lauritzen sammen med Severin Lauritzen i 1882.

## Opvækst og uddannelse
Han var søn af en kobbersmedemester, og blev uddannet til skibskonstruktør.

## Kemp & Lauritzen
I 1882 grundlagde Severin Lauritzen og skibskonstruktør Otto Kemp firmaet Kemp & Lauritzen, der udviklede, producerede og installerede lysanlæg, telegrafiske- og telefoniske anlæg. Det var dyre produkter, men alligevel var forretningen fra begyndelsen en succes. I dag eksisterer firmaet stadig under samme navn. Firmaet foreslog i 1899 Københavns Borgerrepræsentation at bygge et elektrisk drevet ur til Københavns Rådhus. Forslaget blev realiseret og gik ud på, at Kemp & Lauritzen ved hjælp af kabler forbandt tårnuret med et selvoptrækkende almindeligt ur, der var monteret inde i rådhusbygningen. Ved denne løsning kunne man stille begge ure samtidigt således at de synkront viste samme klokkeslæt. Dette ur befinder sig stadig i Rådhusets foyer ved siden af verdensuret, ligesom rådhustårnets ur stadig fungerer som ved indvielsen 1. januar 1903.

## Privatliv
Han er begravet på Assistens Kirkegård.